# Mega Man IV (Game Boy)
Mega Man IV, conocido como Rockman World 4 (ロックマンワールド4 Rokkuman Wārudo 4?) en Japón, es un videojuego para Game Boy publicado por Capcom en 1993. Es el cuarto título de la subserie de Mega Man para la consola portátil.

## Modo de Juego
Mega Man IV recicla contenidos de su homólogo para NES, Mega Man 4 y algunos elementos de la secuela de ésta, Mega Man 5. Siguiendo el camino dejado de los tres anteriores títulos de Game Boy, en Mega Man IV solo existen 4 Robot Master disponibles al inicio del juego, los cuales pertenecen a Mega Man 4 y son los 4 no incluidos en Mega Man III. 

## Historia
Tiempo después de los sucesos de Mega Man 5, se celebra la "Exposición Anual de Robot Masters" donde el Dr. Wily consigue reprogramar varios robots que se estaban mostrando. Aunque el Dr. Light y Mega Man también estaban presentes, Wily no logró reprogramar a Mega Man. Así, el Dr. Light envía a Mega Man a detener a Wily antes de que este use sus robots recién reprogramados para sembrar el caos por todo el mundo. Mega Man consigue derrotar a los cuatro primeros Robot Masters y se abre paso hasta la fortaleza de Wily, donde encuentra un nuevo Robot Master llamado Ballade. Mega Man logra derrotarlo, pero Ballade se va de inmediato abriendo el camino hacia los cuatro últimos Robot Masters. Sin embargo, tras vencerlos Mega Man se enfrenta de nuevo a Ballade, derrotándolo otra vez y obteniendo el Ballade Cracker, que usó para huir de la fortaleza mientras esta se desplomaba. Luego se dirige a la nueva fortaleza espacial de Wily y lo derrota, pero queda atrapado en ella cuando Wily activa un mecanismo de autodestrucción. Pero en el último momento, aparece Ballade y se sacrifica salvando a Mega Man.